# Брда имају очи (филм из 1977)
Брда имају очи (енгл. The Hills Have Eyes) је амерички хорор филм из 1977. режисера Веса Крејвена, са Сузан Лејнер, Робертом Хјустоном, Ди Волас, Мартином Спиром и Мајклом Бериманом у главним улогама. Након 7 година филм је добио наставак под именом, Брда имају очи 2, а 2006. снимљен је и римејк под истим називом.

## Радња
Породица Картер на путу до Лос Анђелеса пролази кроз дугачку пустињу у којој слеће с пута и остаје без превоза. Да ствари буду још горе по њих, у околним брдима се крије канибалистичка породица која их изненадно напада. Уз помоћ пса и доброћудне сестре канибала, Руби, преостали чланови породице покушавају да извуку живу главу. У томе ће поред Руби и пса Звери, успети брат и сестра, Боби и Бренда Картер, њихов зет Даг Вуд, као и његова беба Кети.

## Улоге
| Глумац            | Улога             |
| ----------------- | ----------------- |
| Сузан Лејнер      | Бренда Картер     |
| Роберт Хјустон    | Боби Картер       |
| Ди Волас          | Лин Вуд           |
| Вирџинија Винсент | Етел Картер       |
| Рас Грив          | Боб Картер        |
| Мартин Спир       | Даг Вуд           |
| Џон Стидмен       | старац Фред       |
| Џејнус Блит       | Руби              |
| Џејмс Витворт     | Тата Јупитер      |
| Корди Кларк       | Мама              |
| пас Флора         | Лепотица          |
| пас Стрикер       | Звер              |
| Бренда Мариноф    | беба Катарина Вуд |
| Мајкл Бериман     | Плутон            |
| Артур Кинг        | Меркур            |
| Ленс Гордон       | Марс              |